# McLaren Formula E Team
McLaren Formula E Team (por motivos de patrocinio NEOM McLaren Formula E Team), fue un equipo propiedad de McLaren que compite en el campeonato mundial de Fórmula E desde la temporada 2022-23 hasta la 2024-25.

## Historia
En diciembre de 2020, Zak Brown anunció su interés en ingresar el nombre de McLaren en el campeonato de Fórmula E una vez que expirara el contrato de la compañía como proveedor de baterías.
En enero del año siguiente, McLaren firmó una opción para ingresar al campeonato para 2022. McLaren anunció la adquisición de Mercedes-Benz EQ Formula E Team en mayo de 2022 y debutará en la temporada 2022-23 como «NEOM McLaren Formula E Team» utilizando un motor Nissan EV.
El 23 de agosto de 2022, el equipo fichó a su primer piloto para el debut, el alemán René Rast, expiloto de Audi ABT. El británico Jake Hughes, proveniente del Campeonato de Fórmula 2 de la FIA, lo acompañará en el equipo.
En la temporada 2024-25, el equipo anunció su marcha para centrarse en el WEC.

## Resultados

### Fórmula E
(Clave) (negrita indica pole position) (cursiva indica vuelta rápida puntuable)
| Año     | Chasis         | Unidad            | Neu. | N.º | Pilotos     | 1   | 2   | 3   | 4   | 5   | 6   | 7   | 8   | 9   | 10  | 11  | 12  | 13  | 14  | 15  | 16  | Puntos | Pos. |
| ------- | -------------- | ----------------- | ---- | --- | ----------- | --- | --- | --- | --- | --- | --- | --- | --- | --- | --- | --- | --- | --- | --- | --- | --- | ------ | ---- |
| 2022-23 | Fórmula E Gen3 | Nissan e-4ORCE 04 | H    |     |             | MEX | DIR | DIR | HYD | CAB | SÃO | BER | BER | MON | YAK | YAK | PRT | ROM | ROM | LON | LON | 88     | 8.º  |
| 2022-23 | Fórmula E Gen3 | Nissan e-4ORCE 04 | H    | 5   | Jake Hughes | 5   | 8   | 5   | Ret | 10  | 8   | Ret | 18  | 5   | 10  | Ret | 18  | DNS | 11  | 10  | 19  | 88     | 8.º  |
| 2022-23 | Fórmula E Gen3 | Nissan e-4ORCE 04 | H    | 58  | René Rast   | Ret | 5   | 3   | Ret | 4   | 9   | 17  | 13  | 17  | 15  | 15  | 14  | Ret | 13  | 14  | 12  | 88     | 8.º  |